# Sylvanus Epiphanio Olympio
Sylvanus Epiphanio Olympio (Lomé, 6 de setembre de 1902 - ibídem, 13 de gener de 1963) va ser un polític togolès que va ser primer ministre, i després president, de Togo des de 1960 a la independència de Togo, fins al seu assassinat en 1963.

## Biografia
Va néixer en el si d'una de les famílies més riques de Togo del segle xx , la família Olympio. Va graduar-se en la London School of Economics and Political Science va començar a treballar per a la empresa Unilever, convertint-se ràpidament en el president de la secció africana d'aquesta empresa.
Després de la Segona Guerra Mundial, va arribar a ser un gran líder en els esforços per la independència de Togo. El seu partit va guanyar les eleccions de 1958, convertint-se en el primer ministre d'aquest país. Va ocupar el càrrec entre 1958 i 1961. Va ser, després el primer President de Togo com a estat independent en el període 1960 a 1963, quan va ser assassinat durant un cop d'estat militar mentre intentanva refugiar-se en l'ambaixada dels Estats Units; el 13 de gener de 1963, precisament dos dies abans que signés la sortida de Togo del CFA. Els analistes solen sostenir que entre els principals motius del cop es troba el descontentament dels ex soldats francesos que no van poder aconseguir ocupació perquè Olympio va mantenir una força militar petita.
El seu fill, Gilchrist Olympio, és actualment la figura d'oposició més prominent a Togo.